# باشگاه فوتبال مس رفسنجان
باشگاه فوتبال مس رفسنجان یک باشگاه فوتبال در شهر رفسنجان، ایران است که در سال ۱۳۷۴ تأسیس شده است؛ این تیم هم‌اکنون در لیگ برتر خلیج فارس حضور دارد.
باشگاه صنعت مس رفسنجان یک باشگاه فرهنگی ورزشی است که در رشته‌هایی همچون فوتبال، دوچرخه‌سواری، بسکتبال، والیبال، فوتسال و وزنه‌برداری فعالیت دارد. مس رفسنجان در فصل ۹۹–۱۳۹۸ لیگ آزادگان به قهرمانی رسید و به عنوان اولین تیم به لیگ برتر خلیج فارس راه یافت.

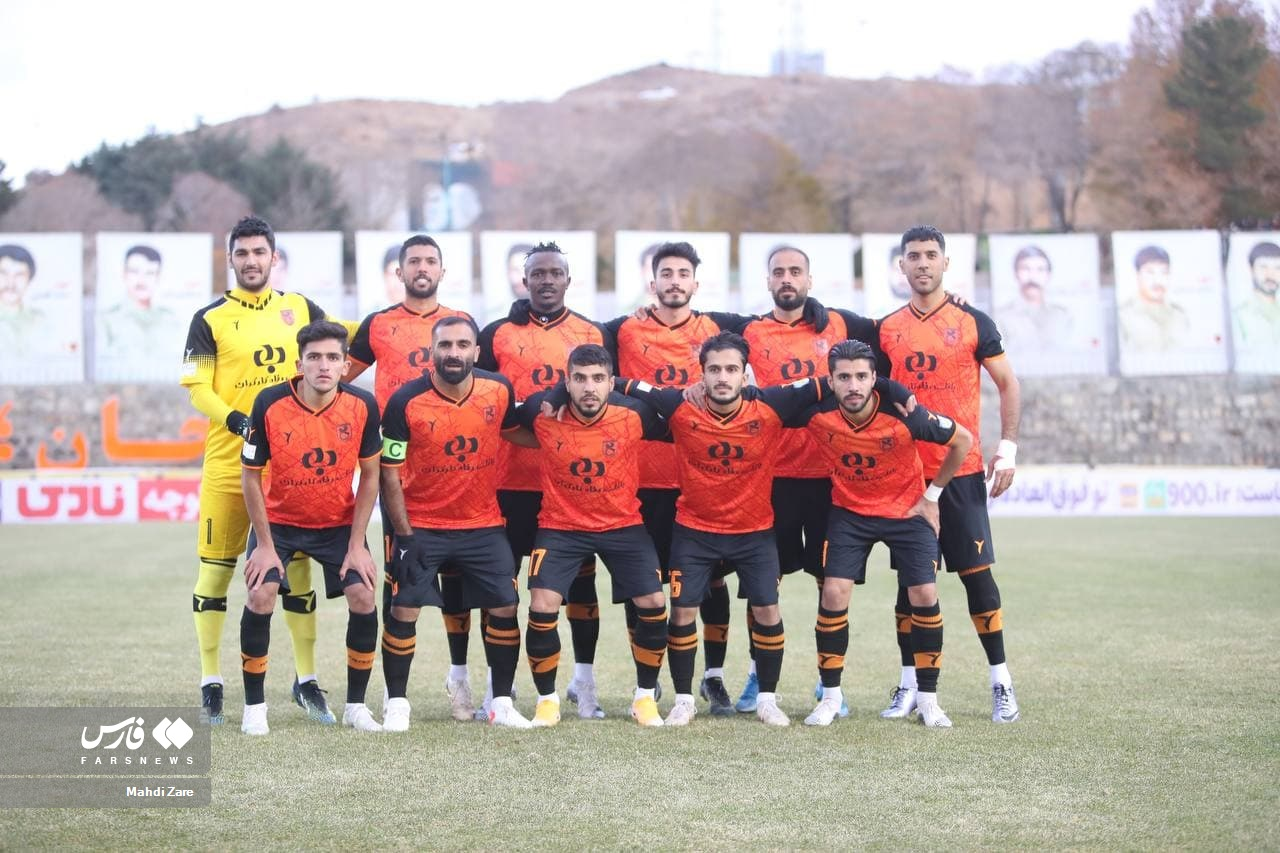

## بازیکنان

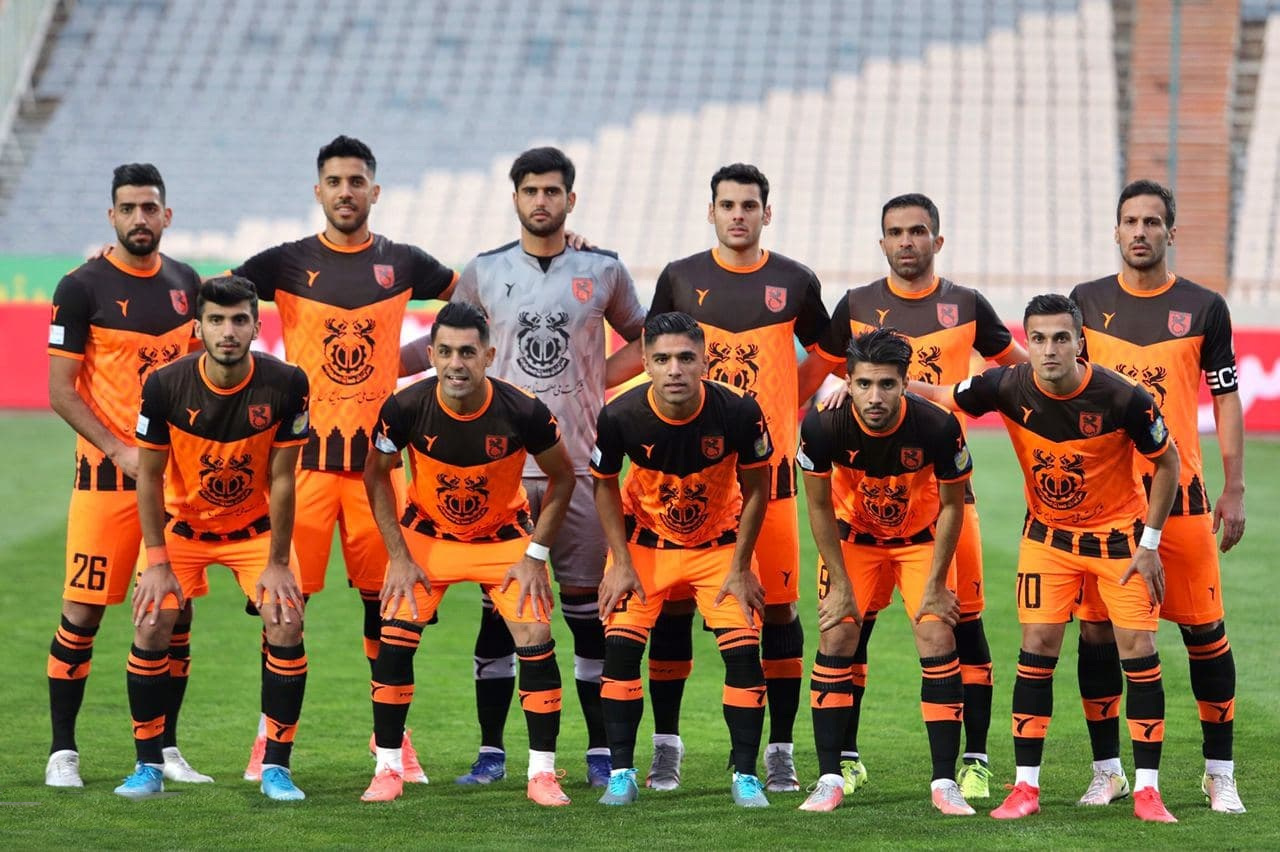
ترکیب اولیه مس رفسنجان در هفتهٔ اول لیگ برتر ۱۴۰۰–۱۳۹۹ مقابل استقلال تهران

### بازیکنان کنونی
فهرست بازیکنان مس رفسنجان در فصل ۰۵–۱۴۰۴ به شرح زیر است:
| شماره |       | نقش       | بازیکن            |
| ----- | ----- | --------- | ----------------- |
| ۱     | ایران | دروازه‌بان | محسن فروزان       |
| ۲     | ایران | مدافع     | امیرحسین صدقی     |
| ۴     | ایران | مدافع     | ایمان سلیمی       |
| ۶     | ایران | هافبک     | احمد زنده‌روح      |
| ۷     | ایران | مدافع     | محمدحسین کریم‌زاده |
| ۸     | ایران | مهاجم     | نوید کومار        |
| ۹     | ایران | مهاجم     | حامد پاکدل        |
| ۱۰    | ایران | هافبک     | سامان نریمان جهان |
| ۱۱    | ایران | مهاجم     | مهدی شریفی        |
| ۱۲    | ایران | دروازه‌بان | پیام پارسا        |
| ۱۵    | ایران | مدافع     | علی‌اکبر رنجبر     |
| ۱۶    | ایران | مدافع     | پوریا آریاکیا     |
| ۲۰    | ایران | هافبک     | علیرضا نقی‌زاده    |
| ۲۱    | ایران | مدافع     | دانیال جهانبخش    |
| ۲۲    | برزیل | هافبک     | ماتئوس کوستا      |
| ۲۴    | ایران | مهاجم     | حسام چوبداری      |

| شماره |                 | نقش       | بازیکن           |
| ----- | --------------- | --------- | ---------------- |
| ۳۴    | ایران           | مدافع     | میلاد فخرالدینی  |
| ۶۶    | ایران           | هافبک     | علیرضا افخم      |
| ۷۸    | ایران           | هافبک     | امیرحسین جولانی  |
| ۹۹    | ایران           | مهاجم     | امیرعلی نیک‌مهر   |
|       | ایران           | مدافع     | سید مجید نصیری   |
|       | ایران           | مهاجم     | محمد اکبری       |
|       | ایران           | مهاجم     | سلمان غفاری      |
|       | ایران           | مهاجم     | محمدحسین هرندی   |
|       | ایران           | هافبک     | سجاد گل‌محمدی     |
|       | بوسنی و هرزگوین | مدافع     | نعمان کوردیچ     |
|       | بوسنی و هرزگوین | هافبک     | میرزاد میهانوویچ |
|       | ایران           | هافبک     | فرزام خطیبی      |
|       | ایران           | مدافع     | وحید حیدریه      |
|       | ایران           | مهاجم     | آرمان رمضانی     |
|       | ایران           | دروازه‌بان | نیما میرزا زاد   |

### بازیکنان خارجی
به روز رسانی: ۳ مرداد ۱۴۰۳
فهرست بازیکنان خارجی باشگاه فوتبال مس رفسنجان شامل بازیکنانی می‌شود که با تابعیت غیر ایرانی برای باشگاه فوتبال مس بازی کرده‌اند.
| ردیف | نام            | کشور                 | پست       | دوران بازی | بازی | گل |
| ---- | -------------- | -------------------- | --------- | ---------- | ---- | -- |
| ۱    | میکیمبا        | برزیل                | هافبک     | ۱۳۸۶–۱۳۸۷  | ؟    | ؟  |
| ۲    | مارتین بارلوکو | اروگوئه              | دروازه‌بان | ۱۳۸۷–۱۳۸۸  | ؟    | ؟  |
| ۳    | فابیو کاروالیو | برزیل                | دروازه‌بان | ۱۳۸۸–۱۳۹۰  | ؟    | ۰  |
| ۴    | سکو فوفونا     | مالی                 | مدافع     | ۱۳۸۸–۱۳۸۹  | ۲۲   | ۰  |
| ۵    | کارلوس سالازار | کلمبیا               | هافبک     | ۱۳۸۸–۱۳۸۹  | ۲۷   | ۱۴ |
| ۶    | آدمولا آدسینا  | نیجریه               | هافبک     | ۱۳۸۹–۱۳۹۰  | ؟    | ؟  |
| ۷    | ادیسون فونسکا  | کلمبیا               | مهاجم     | ۱۳۸۹–۱۳۹۰  | ۲۶   | ۱۵ |
| ۸    | رونان فالکائو  | برزیل · گینه استوایی | مدافع     | ۱۳۹۰       | ؟    | ؟  |
| ۹    | دانیلو ریبریو  | برزیل                | هافبک     | ۱۳۹۰–۱۳۹۲  | ۴۴   | ۲۰ |
| ۱۰   | فایز الرشیدی   | عمان                 | دروازه‌بان | ۱۴۰۰–۱۴۰۱  | ۱۸   | ۰  |
| ۱۱   | زاهر الاغبری   | عمان                 | هافبک     | ۱۴۰۰–۱۴۰۱  | ۹    | ۰  |
| ۱۲   | گادوین منشأ    | نیجریه               | مهاجم     | ۱۴۰۰–۱۴۰۲  | ۵۲   | ۱۷ |
| ۱۳   | شیمبا          | برزیل                | مهاجم     | ۱۴۰۱–۱۴۰۲  | ۳۷   | ۹  |
| ۱۴   | جفرسون باهیا   | برزیل                | مدافع     | ۱۴۰۱–۱۴۰۲  | ۳۲   | ۲  |
| ۱۵   | علی عدنان      | عراق                 | مدافع     | ۱۴۰۲–۱۴۰۳  | ۲۱   | ۰  |
| ۱۶   | منتظر محمد     | عراق                 | مدافع     | ۱۴۰۲–۱۴۰۳  | ۲۷   | ۵  |
| ۱۷   | مصطفی محمد     | عراق                 | مدافع     | ۱۴۰۲–۱۴۰۳  | ۰    | ۰  |

- بازیکنانی که نامشان پررنگ نوشته شده است، سابقهٔ ملی در تیم ملی کشورشان را دارند.
- تعداد بازی‌ها و گل‌های ثبت شده، مربوط به تمام بازی‌های انجام شده در تمام رقابت‌ها است.

## افتخارات
- لیگ آزادگان

 قهرمان (۱): ۱۳۹۹–۱۳۹۸
جام حذفی فوتبال ایران
نایب قهرمانی (۱): ۰۳_۱۴۰۲

## انتشار فیلم دفاع تیمی در برابر ابومسلم
در اواخر سال ۲۰۱۱، فیلمی از دفاع تیمی هیجان‌انگیز بازیکنان مس رفسنجان برابر باشگاه فوتبال ابومسلم در اینترنت مورد توجه قرار گرفت. یاهو تصویر این صحنه را با عنوان «آیا این بزرگ‌ترین دفاع تاریخ جهان است؟» در وبگاه خود قرار داد.

## عملکرد در جام حذفی
در جام حذفی ۸۸-۱۳۸۷، این تیم توانست با حذف کردن سه تیم لیگ برتری مس کرمان، استقلال و ملوان تا مرحله نیمه نهایی پیش رود و «غول کش» لقب گیرد.

## پرونده فساد در فوتبال ایران
در سال منتهی به صعود این باشگاه به لیگ برتر مشخص شد تخلفات مالی زیادی صورت گرفته است اعم از رشوه به داوران و مدیران فوتبال که پرونده این شکایت که توسط شرکت صنایع مس صورت گرفت ابعاد بزرگی از فساد در فوتبال کشور را رو کرد.